# Jeremy Thomas

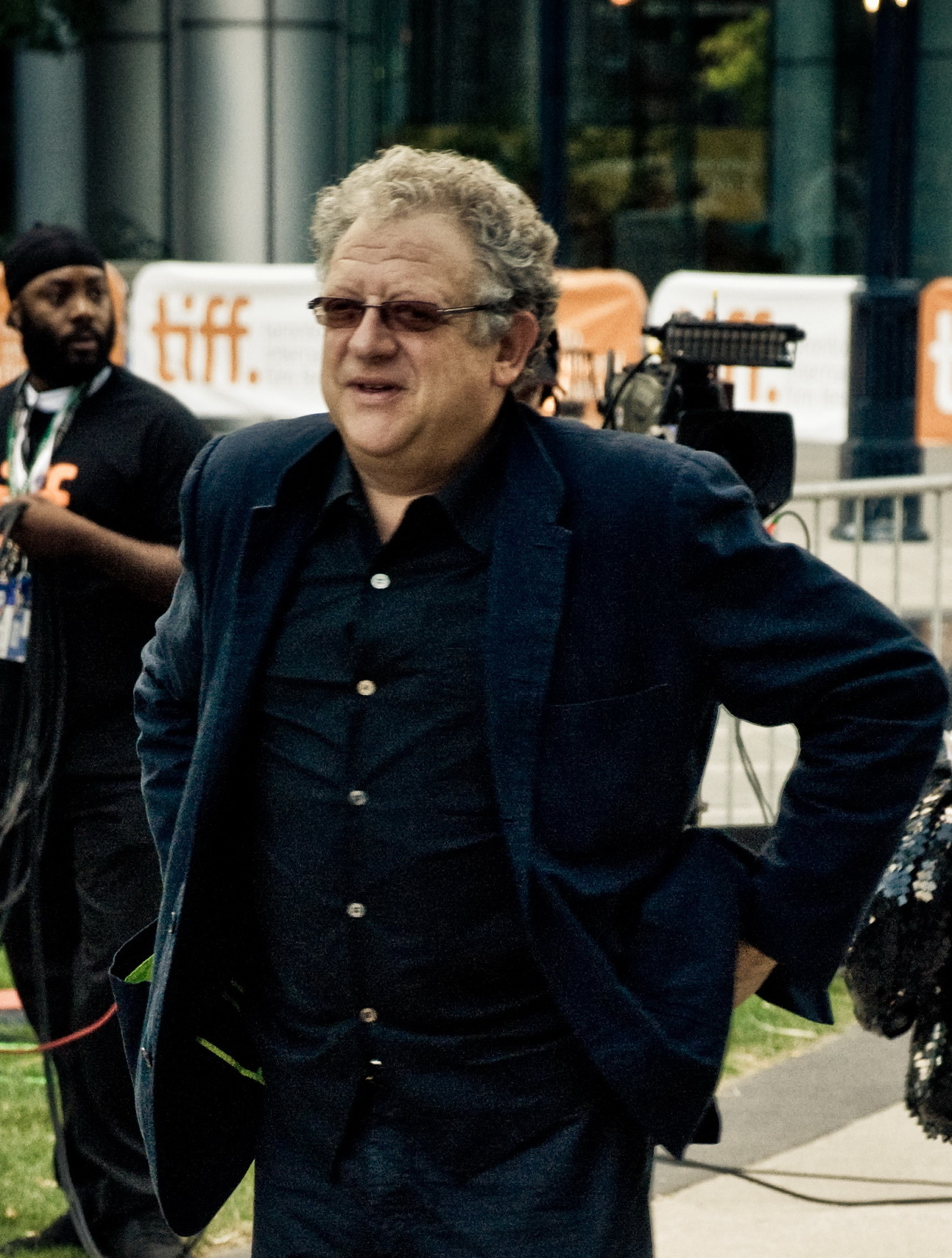
Jeremy Thomas beim Toronto International Film Festival (2009)

Jeremy Thomas, CBE (* 26. Juli 1949 in Ealing, London) ist ein britischer Filmproduzent.
Thomas ist der Sohn des Regisseurs Ralph Thomas und Neffe des Regisseurs Gerald Thomas. Seine Karriere als Produzent und Ausführender Produzent umspannt Filme von Bernardo Bertolucci, Nagisa Ōshima, Stephen Frears, David Cronenberg und vielen anderen. 1987 nahm er für Der letzte Kaiser unter anderem den Oscar und den British Academy Film Award für den besten Film entgegen. 2001 wurde Thomas mit dem British Independent Film Award als bester Produzent ausgezeichnet. 2006 erhielt er den Europäischen Filmpreis für herausragende Leistungen im europäischen Film.
Jeremy Thomas war Präsident der Internationalen Jury bei den Internationalen Filmfestspielen Berlin 1994.

## Filmografie (Auswahl)
Als Filmproduzent
- 1976: Mad Dog (Mad Dog Morgan)
- 1978: Der Todesschrei (The Shout)
- 1980: Black Out – Anatomie einer Leidenschaft (Bad Timing)
- 1983: Furyo – Merry Christmas, Mr. Lawrence (Merry Christmas, Mr. Lawrence)
- 1983: Eureka
- 1984: The Hit
- 1985: Insignificance – Die verflixte Nacht (Insignificance)
- 1987: Der letzte Kaiser (The Last Emperor)
- 1990: Everybody Wins
- 1990: Himmel über der Wüste (The Sheltering Sky)
- 1991: Naked Lunch
- 1993: Little Buddha
- 1996: Gefühl und Verführung (Stealing Beauty)
- 1996: Blood and Wine
- 1998: All the Little Animals
- 2000: Brother
- 2000: Sexy Beast
- 2003: Young Adam
- 2003: Die Träumer (The Dreamers)
- 2005: Tideland
- 2006: Fast Food Nation
- 2008: Franklyn – Die Wahrheit trägt viele Masken (Franklyn)
- 2009: Creation
- 2011: Hara-Kiri – Tod eines Samurai (命, Ichimei)
- 2011: Eine dunkle Begierde (A Dangerous Method)
- 2012: Kon-Tiki
- 2013: Only Lovers Left Alive
- 2013: Dom Hemingway
- 2015: Das Märchen der Märchen (Il racconto dei racconti)
- 2015: High-Rise
- 2017: Blade of the Immortal (無限の住人, Mugen no jūnin)
- 2018: Dogman
- 2019: First Love
- 2019: Pinocchio
- 2021: Traveling Light
- 2023: The Dead Don’t Hurt
- 2024: Race for Glory: Audi vs. Lancia (Race to Glory: Audi vs Lancia)